# Ndagala
Le Ndagala (Burundi) ou Daaga (Tanzanie) sont les noms vernaculaires attribués à deux espèces de petits poissons pélagiques de la famille des Clupéidés (dont font également partie les Sardines, et Aloses), qu’on ne trouve que dans le lac Tanganyika : 
- Limnothrissa miodon
- Stolothrissa tanganicae